# Radovljica
Radovljica (em alemão:  Radmannsdorf) é um município da Eslovênia. A sede do município fica na localidade de mesmo nome.